# Latakia (district)
Latakia District (Arabisch: منطقة اللاذقية) is een Syrisch district behorend tot het Latakia gouvernement. De hoofdstad is Latakia.